# Voie vaginale

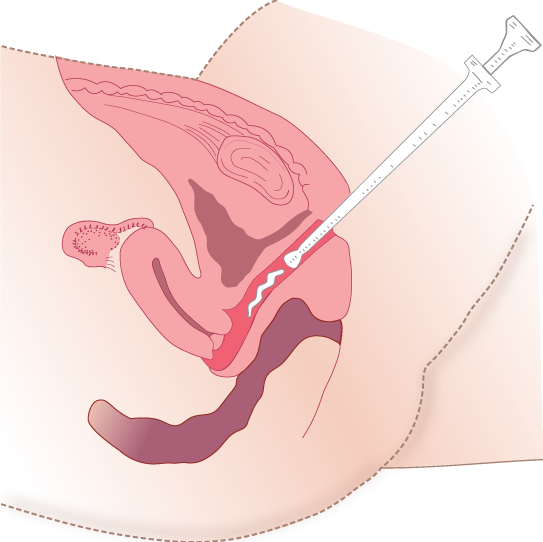

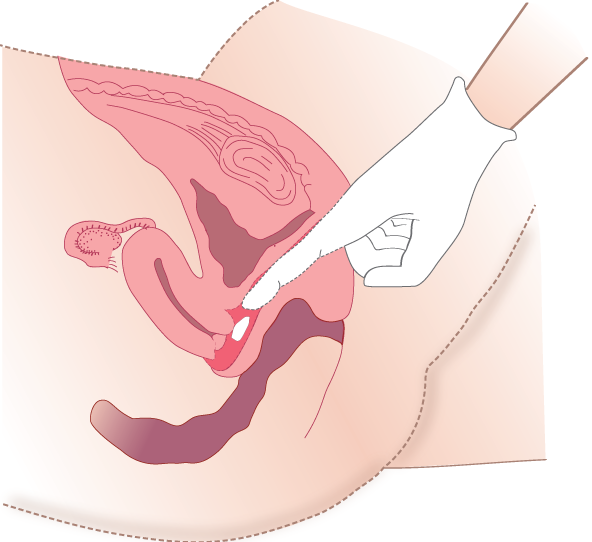

La voie vaginale ou voie gynécologique est une voie d'administration de médicament au niveau du vagin.  
Différentes formes galéniques sont possibles :
- crèmes vaginales, gels vaginaux, douches vaginales ;
- capsules vaginales, ovules de forme ovoïde adaptée à la cavité vaginale, comprimés vaginaux (ovule sec) de forme allongée.

L’action de ces différentes formes galéniques est généralement locale.